# Эланго, Март Александрович
Март Александрович Эланго (эст. Mart Elango,  8 января 1936, — 12 февраля 1996) — советский и эстонский физик, доктор наук. Специалист по рентгеновской спектроскопии и радиационным дефектам в кристаллах.
В 1969 году работал на синхротронном источнике в Висконсине (США), позднее на ускорителях в Новосибирске и Лунде (Швеция). В 1973 защитил докторскую диссертацию в Тартуском университете. Возглавлял лабораторию рентгеновской спектроскопии Института физики Академии наук ЭССР. В 1976-92 годах был заместителем заведующего и заведующим кафедрой физики твердого тела (позднее - лазерной оптики), с 1992 по 96 - профессором кафедры.